# Lancer du disque masculin aux Jeux olympiques de 1900
Pour un article plus général, voir Athlétisme aux Jeux olympiques de 1900.
Navigation
Athènes 1896 Saint-Louis 1904
L'épreuve du lancer du disque masculin aux Jeux olympiques de 1900 s'est déroulée les 14 et 15 juillet 1900 à la Croix-Catelan à Paris, en France. Elle est remportée par le Hongrois Rudolf Bauer.